# Regierung Robert Fico III
Die Regierung Robert Fico III war von 23. März 2016 bis zum 22. März 2018 die amtierte Regierung der Slowakischen Republik.

## Entwicklung
Bei der Parlamentswahl 2016 blieb die linksgerichtete Smer-SD von Ministerpräsident Robert Fico zwar stärkste Kraft, fiel jedoch von 44,4 % auf 28,3 % zurück und verfehlte damit deutlich die bei den letzten Wahlen erreichte absolute Mehrheit. Zwei Wochen nach der Wahl verständigte sich Smer-SD mit der nationalistischen SNS, der liberalen slowakisch-ungarischen Partei Most–Híd und der konservativen #Sieť auf ein Koalitionsabkommen.
Am 23. März 2016 wurde die Regierung in Bratislava angelobt und nahm damit ihre Amtsgeschäfte auf.
Seit 1. September 2016 wandelte sich die Regierung von einer Vier-Parteien-Koalition in eine Drei-Parteien-Koalition um, nachdem die liberal-konservative Partei Sieť einen Großteil ihrer Abgeordneten verloren hatte.
Im Zuge der Ereignisse nach dem Mord des Journalisten Ján Kuciak trat im Februar 2018 Kulturminister Marek Maďarič zurück, im März auch Innenminister Robert Kaliňák und Ministerpräsident Robert Fico.
Während Opposition und Demonstranten Neuwahlen forderten, versuchten die Koalitionsparteien dies mit der Bildung einer neuen Regierung zu verhindern. In der am 22. März 2018 angelobten Regierung Peter Pellegrini waren neben dem Ministerpräsidenten fünf neue Regierungsmitglieder vertreten, neun Minister der Regierung Fico III blieben auf ihren Posten.

## Koalitionsparteien

### 23. März 2016 – 1. September 2016
| Partei | Partei | Partei                                                           | Ausrichtung                             | Wähleranteil | Abgeordnete | Ministerien | Parteichef         |
| ------ | ------ | ---------------------------------------------------------------- | --------------------------------------- | ------------ | ----------- | ----------- | ------------------ |
|        |        | Smer – sociálna demokracia (Smer-SD) Richtung – Sozialdemokratie | Linkspopulisten/ Sozialdemokraten       | 28,3 %       | 49/150      | 9           | Robert Fico        |
|        |        | Slovenská národná strana (SNS) Slowakische Nationalpartei        | Nationalkonservative/ Rechtspopulisten  | 8,6 %        | 15/150      | 3           | Andrej Danko       |
|        |        | Most–Híd (M-H) Brücke                                            | Christdemokraten/ ungarische Minderheit | 6,5 %        | 11/150      | 2           | Béla Bugár         |
|        |        | #Sieť #Netzwerk                                                  | Konservative/ Wirtschaftsliberale       | 5,6 %        | 7/150       | 1           | Radoslav Procházka |

### Seit 1. September 2016
| Partei | Partei | Partei                                                           | Ausrichtung                             | Wähleranteil | Abgeordnete | Ministerien | Parteichef   |
| ------ | ------ | ---------------------------------------------------------------- | --------------------------------------- | ------------ | ----------- | ----------- | ------------ |
|        |        | Smer – sociálna demokracia (Smer-SD) Richtung – Sozialdemokratie | Linkspopulisten/ Sozialdemokraten       | 28,3 %       | 49/150      | 9           | Robert Fico  |
|        |        | Slovenská národná strana (SNS) Slowakische Nationalpartei        | Nationalkonservative/ Rechtspopulisten  | 8,6 %        | 15/150      | 3           | Andrej Danko |
|        |        | Most–Híd (M-H) Brücke                                            | Christdemokraten/ ungarische Minderheit | 6,5 %        | 15/150      | 3           | Béla Bugár   |

## Zusammensetzung
Mitglieder der Regierung Robert Fico III waren:
| Position               | Ministerium                              | Name             | Partei                           | Amtsantritt       | Amtsabtritt       |
| ---------------------- | ---------------------------------------- | ---------------- | -------------------------------- | ----------------- | ----------------- |
| Ministerpräsident      |                                          | Robert Fico      | Smer-SD                          | 23. März 2016     | 15. März 2018     |
| Vize-Ministerpräsident | Investitionen                            | Peter Pellegrini | Smer-SD                          | 23. März 2016     |                   |
| Minister               | Inneres                                  | Robert Kaliňák   | Smer-SD                          | 23. März 2016     | 12. März 2018     |
| Minister               | Finanzen                                 | Peter Kažimír    | Smer-SD                          | 23. März 2016     |                   |
| Minister               | Äußeres und europäische Angelegenheiten  | Miroslav Lajčák  | parteilos (Nominant von Smer-SD) | 23. März 2016     |                   |
| Minister               | Wirtschaft                               | Peter Žiga       | Smer-SD                          | 23. März 2016     |                   |
| Minister               | Kultur                                   | Marek Maďarič    | Smer-SD                          | 23. März 2016     | 28. Februar 2018  |
| Minister               | Gesundheit                               | Tomáš Drucker    | Smer-SD                          | 23. März 2016     |                   |
| Minister               | Arbeit, Soziales und Familie             | Ján Richter      | Smer-SD                          | 23. März 2016     |                   |
| Minister               | Landwirtschaft und ländliche Entwicklung | Gabriela Matečná | parteilos (Nominantin der SNS)   | 23. März 2016     |                   |
| Minister               | Verteidigung                             | Peter Gajdoš     | parteilos (Nominant der SNS)     | 23. März 2016     |                   |
| Minister               | Bildung, Wissenschaft, Forschung, Sport  | Peter Plavčan    | parteilos (Nominant der SNS)     | 23. März 2016     |                   |
| Minister               | Justiz                                   | Lucia Žitňanská  | Most–Híd                         | 23. März 2016     |                   |
| Minister               | Umwelt                                   | László Sólymos   | Most–Híd                         | 23. März 2016     |                   |
| Minister               | Verkehr, Bau und regionale Entwicklung   | Roman Brecely    | #Sieť                            | 23. März 2016     | 1. September 2016 |
| Minister               | Verkehr, Bau und regionale Entwicklung   | Árpád Érsek      | Most–Híd                         | 1. September 2016 |                   |

## Leitung des Parlaments
| Funktion            | Name         | Partei   | Position   | Amtsantritt   | Amtsabtritt |
| ------------------- | ------------ | -------- | ---------- | ------------- | ----------- |
| Parlamentspräsident | Andrej Danko | SNS      | Regierung  | 23. März 2016 |             |
| Vize-Vorsitzender   |              | Smer-SD  | Regierung  | 23. März 2016 |             |
| Vize-Vorsitzender   |              | Most–Híd | Regierung  | 23. März 2016 |             |
| Vize-Vorsitzender   |              | #Sieť    | Regierung  | 23. März 2016 |             |
| Vize-Vorsitzender   |              | SaS      | Opposition | 23. März 2016 |             |